# بيير باستين
بيير باستين (بالفرنسية: Pierre Bastien)‏ هو ملحن وموسيقي فرنسي، ولد في 1953 في باريس في فرنسا.

## وصلات خارجية
- بيير باستين على موقع IMDb (الإنجليزية)
- بيير باستين على موقع ميوزك برينز (الإنجليزية)
- بيير باستين على موقع أول ميوزيك (الإنجليزية)
- بيير باستين على موقع ديسكوغز (الإنجليزية)
- بيير باستين على موقع قاعدة بيانات الفيلم (الإنجليزية)